# James Hargest College
Das James Hargest College ist ein College mit etwa 1900 Schülern in Invercargill in Neuseeland. Die Schule richtet sich an Schüler der Klassen 7–13. Das College ist nach dem Brigadegeneral James Hargest benannt.

## Campus
Das College ist in den Junior Campus (Jahr 7–8) und Senior Campus (Jahr 9–13) aufgeteilt. Die Campus befinden sich an den gegenüberliegenden Enden der Layard Street und sind etwa 1,5 km voneinander entfernt.

### Juniorcampus
Der James Hargest Junior Campus war früher als Rosedale Intermediate School bekannt.

### Seniorencampus
Der Senior Campus umfasst die Klassen 9–13 und hatte am 1. Juli 2023 1882 Schüler. Die Schule verfügt über eine neuseeländische Bibliothek im Wert von 2,2 Millionen US-Dollar, die 2004 offiziell eröffnet wurde und zu der auch das Beratungs- und Karrierezentrum sowie ein Bibliotheksleseraum und ein Bibliotheksarbeitsraum gehören. Das Klassenzimmer der Bibliothek verfügt über Schreibtische, Computer und ein interaktives Whiteboard sowie den Lesesaal, in dem die Schüler die Sammlung der Bibliothek mit Zeitschriften, Zeitungen und vielen Büchern durchsuchen können. Es gibt auch DVD-Filme, die für Studenten ausgeliehen werden können.
Auf dem Campus befinden sich zehn Gebäude, in denen die Verwaltung sowie die Fach- und Klassenräume untergebracht sind.
Das Hargest Center ist ein großes Gebäude auf dem Seniorencampus.

## Ehemalige Schüler
- Nathan Cohen (* 1986), Olympiasieger und zweifacher Weltmeister im Rudern
- Storm Uru (* 1985), Ruderer
- Peter Joseph Beck (* 1976 oder 1977), Erfinder, Raketenkonstrukteur und Unternehmer